# Людеке, Курт
Курт Георг Вильгельм Лю́деке (Людекке, нем. Kurt Georg Wilhelm Lüdecke; 5 февраля 1890, Берлин — 1960, Прин-ам-Кимзе) — немецкий предприниматель и журналист. Известен прежде всего как политический авантюрист и делец, некоторое время игравший значительную роль в окружении Адольфа Гитлера.

## Биография
Курт Людеке родился в состоятельной семье директора химической фабрики в Ораниенбурге Альберта Людеке и его супруги Эльзы. По окончании школы Людеке обучался на коммерсанта. По завершении военной службы во 2-м баварском пехотном полку он покинул родину ради длительных странствий по Европе и США в течение нескольких лет. До начала Первой мировой войны тогда ещё достаточно молодому Людеке необъяснимым образом удалось сколотить внушительное состояние. С началом войны Людеке вернулся в Германию. Ограниченно годный к военной службе, он работал в психиатрической клинике в Гейдельберге, где заинтересовался расовой теорией под впечатлением лекций Альфреда фон Домашевского.
Позднее Людеке вернулся в Соединённые Штаты, где работал в новостном агентстве, финансируемом Генри Фордом. В августе 1922 года он впервые услышал речь Гитлера, оставившую его в полном восхищении. Людеке удалось проникнуть в окружение Гитлера, который использовал его в качестве финансового посредника с заграницей и шпиона с обширными связями, но относился к нему с большим недоверием. Курта Людеке не раз подозревали в шпионаже в пользу конкурирующих и враждебных НСДАП организаций. В начале 1923 года по инициативе Гитлера Людеке провёл несколько дней в изоляторе при управлении мюнхенской полиции по обвинению в государственной измене. После освобождения ничего не подозревавший Людеке по-прежнему занимался посреднической деятельностью в обеспечение финансовых поступлений для партии. Людеке дважды ездил к Муссолини, чтобы повлиять на него в пользу Гитлера.
После Пивного путча Людеке навещал Гитлера в Ландсбергской тюрьме и до 1923 года активно работал в националистических политических кругах и затем в переучреждённой НСДАП. В последующие годы Людеке дистанцировался от НСДАП и пытался вновь попытать счастья за границей. С 1926 года находился в США, где работал журналистом Völkischer Beobachter.
В 1932 году Людеке вернулся в Германию, восстановил свои связи с руководством НСДАП и вступил в партию. Весной 1933 года Людеке инициировал создание внешнеполитического управления НСДАП Альфреда Розенберга. По неизвестным основанием, вероятно из-за конфликта с Гансом Франком, в мае 1933 года Людеке был арестован по приказу Германа Геринга, но вскоре был отпущен на свободу по приказу Гитлера, а Геринг принёс ему извинения за причинённые неудобства. Вероятно, Людеке некритически воспринял это вмешательство Гитлера в свою судьбу, переоценил свою ценность для фюрера и впоследствии разозлил его своими крупными финансовыми требованиями. Осенью 1933 года Людеке вновь арестовали. До апреля 1934 года он провёл несколько месяцев в качестве почётного заключённого в концентрационном лагере Ораниенбург. Во время одной из побывок из тюрьмы Людеке допустили на приём к Гитлеру в рейхсканцелярию, позднее фюрер приказал его отпустить. В 1934 году Людеке эмигрировал в США.
В 1937 году Людеке издал книгу воспоминаний о своём общении с Гитлером I Knew Hitler: The Story of a Nazi Who Escaped the Blood Purge, посвящённую Грегору Штрассеру и Эрнсту Рёму. В декабре 1938 года Людеке отказали в гражданстве США. 9 февраля 1942 года как гражданин враждебного государства подвергся аресту. После нескольких судов в США в 1948 года Людеке выслали в американскую зону оккупации Германии.